# Comté de Washington (Colorado)
Pour les articles homonymes, voir Comté de Washington.
Le comté de Washington est un comté des États-Unis, situé dans l'État du Colorado. Son chef-lieu est Akron. L'autre municipalité du comté est Otis.
Créé en 1889, le comté est nommé en l'honneur de George Washington.

## Démographie
| 1890  | 1900  | 1910  | 1920   | 1930  | 1940  |
| ----- | ----- | ----- | ------ | ----- | ----- |
| 2 301 | 1 241 | 6 002 | 11 208 | 9 591 | 8 336 |

| 1950  | 1960  | 1970  | 1980  | 1990  | 2000  |
| ----- | ----- | ----- | ----- | ----- | ----- |
| 7 520 | 6 625 | 5 550 | 5 304 | 4 812 | 4 926 |

| 2010  | - | - | - | - | - |
| ----- | - | - | - | - | - |
| 4 814 | - | - | - | - | - |